# Ilketshall St Andrew
Ilketshall St Andrew lub St. Andrew, Ilketshall – wieś i civil parish w Anglii, w hrabstwie Suffolk, w dystrykcie East Suffolk. Leży 48 km na północny wschód od miasta Ipswich i 152 km na północny wschód od Londynu. W 2011 roku civil parish liczyła 291 mieszkańców.